# Bécsi Rövidfilmfesztivál
A Bécsi Rövidfilmfesztivál (angolul Vienna Independent Shorts, VIS) egy nemzetközi filmfesztivál Bécsben.
A fesztivált 2004-ben alapították, és minden évben májusban rendezik meg. A VIS a legnagyobb ausztriai rövidfilmfesztivál. A fesztivál fődíja a Golden Shorts (Arany Rövidfilm).
| Év   | Fesztiválhét       | A Golden Shorts nyertesei | Filmek száma |
| ---- | ------------------ | --- | ------------ |
| 2004 | Június 6-12.       | versenyen kívül | 125          |
| 2005 | Május 22-28.       | Balls, rendező: Stefan Wolner ( Ausztria) | 100          |
| 2006 | Május 21-28.       | Mort à l’écran, rendező: Alexis Ferrebeuf ( Franciaország) | 217          |
| 2007 | Május 15-20.       | Quelque chose en O, rendező: Marc Schaus ( Belgium) · weiss, rendező: Florian Grolig ( Németország)                                                                                                 | 230          |
| 2008 | Május 16-23.       | Kak stat stervoi, rendező: Alina Rudnickaja ( Oroszország) · Eintritt zum Paradies um 3 € 20, rendező: Edith Stauber ( Ausztria) · The Bohemian Rhapsody Project, rendező: Tzu Nyen Ho ( Szingapúr) | 921          |
| 2009 | Május 14-20.       | 14, rendező: Asitha Ameresekere ( Egyesült Királyság) | 1129         |
| 2010 | Május 72-Június 2. | In the Air, rendező: Liza Johnson ( Egyesült Államok) | 1800         |